# Translator mobilny
Translator mobilny to dowolne urządzenie elektroniczne lub oprogramowanie, które zapewnia tłumaczenie audio. Pojęcie to obejmuje każde przenośne urządzenie elektroniczne, które jest zaprojektowane specjalnie do tłumaczenia audio. Obejmuje również dowolną usługę tłumaczenia maszynowego lub aplikację na urządzenia podręczne, w tym telefony komórkowe, komputery kieszonkowe i palmtopy. Tłumaczenia mobilne zapewniają użytkownikom możliwość natychmiastowego i bezpośredniego tłumaczenia z jednego języka na inny. Zwykle odbywa się to za opłatą, która mimo to jest znacznie niższa niż ta pobierana przez człowieka – tłumacza.
Tłumaczenie mobilne jest częścią nowej gamy usług oferowanych użytkownikom komunikacji mobilnej, w tym pozycjonowania lokalizacji (usługa GPS), e-portfela (bankowość mobilna), skanowania wizytówek/kodów kreskowych/tekstu itp.
Polega na programowaniu komputerowym w sferze lingwistyki komputerowej i środkach komunikacji urządzenia (łącze internetowe lub SMS) do pracy.

## Historia
System tłumaczeniowy, który umożliwił Japończykom prowadzenie rozmów z obcokrajowcami za pośrednictwem telefonów komórkowych, po raz pierwszy został opracowany w 1999 r. przez Advanced Telecommunications Research Institute International-Interpreting Telecommunications Research Laboratories z siedzibą w Kansai Science City w Japonii. Wypowiadane do urządzenia mobilnego słowa są tłumaczone na język docelowy, a następnie przesyłane jako głos do telefonu komórkowego drugiego użytkownika.
Oprogramowanie do tłumaczenia maszynowego dla urządzeń mobilnych z możliwością tłumaczenia tekstu wprowadzanego przez użytkownika, a także SMS-ów i e-maili zostało wprowadzone na rynek przez firmę Transclick w 2004 r. Patent na tłumaczenie SMS-ów, e-maili i wiadomości z komunikatorów internetowych został wydany firmie Transclick w 2006 r.
W listopadzie 2005 r. inna japońska firma, NEC Corporation, ogłosiła opracowanie systemu tłumaczeniowego, który można zaimplementować do telefonów komórkowych. Ten mobilny system tłumaczeniowy rozpoznaje aż 50 000 japońskich słów i 30 000 angielskich słów, dlatego może być stosowany do prostych tłumaczeń w trakcie podróży. Produkt został jednak oficjalnie zademonstrowany przez NEC Corporation dopiero w styczniu 2009 r.
Postęp technologiczny w obrębie miniaturyzacji urządzeń komputerowych i komunikacyjnych umożliwił wykorzystanie telefonów komórkowych w nauce języków obcych. Wśród pierwszych projektów znalazły się programy do nauki języka hiszpańskiego, zawierające lekcje słownictwa, quizy oraz tłumaczenia słów i zwrotów. Wkrótce potem powstały projekty wykorzystujące telefony komórkowe do nauki języka angielskiego na uniwersytecie w Japonii. Do 2005 r. położono nacisk na naukę słownictwa za pomocą SMS-ów. Podobny program został stworzony do nauki języka włoskiego w Australii. Słówka, frazy, quizy i krótkie zdania były wysyłane za pomocą SMS-ów.

## Funkcje techniczne
Aby wspierać usługę tłumaczenia maszynowego, urządzenie mobilne musi być w stanie komunikować się z zewnętrznymi komputerami (serwerami), które odbierają wprowadzony przez użytkownika tekst/mowę, tłumaczą go i odsyłają z powrotem do użytkownika Odbywa się to zazwyczaj z wykorzystaniem łącza internetowego (WAP, GPRS, EDGE, UMTS, Wi-Fi), choć niektóre wcześniejsze aplikacje wykorzystywały SMS do komunikacji z serwerem tłumaczeniowym.
Tłumaczenia mobilnego nie należy mylić z edytowalnymi przez użytkownika (mówiącymi) słownikami i rozmówkami, które są już szeroko rozpowszechnione i dostępne dla wielu urządzeń podręcznych i zazwyczaj nie wymagają połączenia z Internetem w urządzeniu mobilnym.

### Funkcje
Tłumacz elektroniczny może zawierać szereg przydatnych funkcji, pełniących rolę funkcji pomocniczych w stosunku do podstawy działania – tłumaczenia tekstu. Użytkownik może wprowadzić tekst za pomocą klawiatury urządzenia, może również korzystać z istniejącego już tekstu w postaci wiadomości e-mail lub SMS otrzymanych na urządzenie użytkownika (tłumaczenie e-mail/SMS). Możliwe jest również wysłanie przetłumaczonej wiadomości, opcjonalnie zawierającej tekst źródłowy oraz tłumaczenie.
Niektóre mobilne aplikacje do tłumaczenia oferują również dodatkowe usługi, które jeszcze bardziej ułatwiają proces komunikacji, takie jak:
- generowanie mowy (synteza mowy), gdzie (przetłumaczony) tekst może zostać przekształcony w mowę ludzką (przez komputer, który renderuje głos natywnego użytkownika języka docelowego);
- rozpoznawanie mowy, gdzie użytkownik może mówić do urządzenia, które nagra mowę i prześle ją do serwera w celu przekształcenia na tekst jeszcze przed jego przetłumaczeniem;
- tłumaczenie obrazów, gdzie użytkownik może zrobić zdjęcie (za pomocą aparatu fotograficznego urządzenia) tekstu drukowanego (np. znaku drogowego, menu restauracji, strony książki itp.), a aplikacja prześle je do serwera tłumaczeniowego, który zastosuje technologię optycznego rozpoznawania znaków (OCR), wyciągnie sam tekst, jeśli to konieczne – zwróci go użytkownikowi do edycji, a następnie przetłumaczy na wybrany język
- Interpretacja głosowa, w której użytkownik może wybrać wymaganą kombinację językową, a następnie zostanie automatycznie połączony z żywym tłumaczem
- tłumaczenie rozmów telefonicznych, podczas którego użytkownik może rozmawiać z innymi osobami za pośrednictwem mobilnego tłumacza, który wykorzystuje funkcje rozpoznawania mowy i generatora mowy, aczkolwiek z dodatkową optymalizacją dla tej metody komunikacji (np. inna czułość mikrofonu)

### Wspierane języki
Ostatnio odnotowano znaczny wzrost liczby par językowych oferowanych do automatycznego tłumaczenia na urządzeniach przenośnych. Podczas gdy japońscy usługodawcy tradycyjnie oferują tłumaczenie krzyżowe dla japońskiego, chińskiego, angielskiego i koreańskiego, inni usługodawcy mogą oferować tłumaczenie z i na ponad 20 języków lub ponad 200 par językowych, w tym większość języków łacińskich.
Generowanie mowy jest jednak ograniczone do mniejszej części języków, w tym angielskiego, hiszpańskiego, włoskiego, francuskiego, chińskiego itd. Tłumaczenie obrazów zależy od dostępnych języków OCR.

## Korzyści technologiczne i ograniczenia

### Zalety
Posiadanie przenośnego, zautomatyzowanego translatora, który tłumaczy w czasie rzeczywistym ma wiele praktycznych zastosowań i zalet:
- Mobilizacja tłumaczeń ludzkich: tłumacze mogą korzystać z mobilnych narzędzi tłumaczeniowych, aby tłumaczyć w dowolnym miejscu i czasie. Żywi tłumacze nie muszą już pracować z oprogramowaniem desktopowym
- Podróżowanie: Tłumaczenie mobilne w czasie rzeczywistym może pomóc osobom podróżującym do obcego kraju w zrozumieniu innych lub przetłumaczeniu własnych wypowiedzi
- Networking biznesowy: Prowadzenie rozmów z (potencjalnymi) zagranicznymi klientami przy użyciu tłumaczenia mobilnego oszczędza czas i pieniądze, a ponadto jest natychmiastowe. Tłumaczenie mobilne w czasie rzeczywistym stanowi znacznie tańszą alternatywę dla wielojęzycznych centrów obsługi telefonicznej korzystających z usług tłumaczy.
- Globalizacja sieci społecznościowych: Tłumaczenie mobilne umożliwia rozmawianie na czacie i wysyłanie wiadomości tekstowych z przyjaciółmi na poziomie międzynarodowym. Pokonanie bariery językowej może ułatwić zdobywanie nowych przyjaciół i współpracowników
- Nauka języka obcego: Nauka języka obcego może być łatwiejsza i tańsza dzięki urządzeniu mobilnemu wyposażonemu w funkcję tłumaczenia maszynowego w czasie rzeczywistym. Statystyki pokazują, że większość studentów szkół wyższych posiada telefony komórkowe i uważa, że nauka języka obcego za pomocą telefonu komórkowego jest tańsza niż na komputerze stacjonarnym.

### Wyzwania i wady
Postępy w technologii mobilnej i usługach tłumaczenia maszynowego pomogły zmniejszyć lub nawet wyeliminować niektóre z wad tłumaczenia mobilnego, takie jak mniejszy rozmiar ekranu urządzenia mobilnego i pisanie na klawiaturze jednym palcem. Wiele nowych urządzeń mobilnych wyposażonych jest w klawiaturę QWERTY i/lub ekran dotykowy, a także funkcję rozpoznawania pisma ręcznego, która pozwala na znaczne zwiększenie prędkości pisania. Po 2006 r, większość nowych telefonów komórkowych i urządzeń zaczęto wyposażać w duże ekrany o większych rozdzielczościach, takich jak 640 × 480 px, 854 × 480 px, a nawet 1024 × 480 px. Daje to użytkownikowi wystarczająco dużo widocznej przestrzeni do czytania/pisania długich tekstów. W 2011 r.przez myLanguage za pośrednictwem aplikacji mobilnej Vocre została wprowadzona tzw. Technologia tłumaczenia hybrydowego, która opiera się w dużej mierze na danych językowych pozyskanych metodą crowdsourcingu.
Najważniejszym wyzwaniem stojącym przed branżą tłumaczeń mobilnych jest jednak jakość językowa i komunikacyjna tłumaczeń. Mimo że niektórzy usługodawcy twierdzą, że osiągnęli dokładność na poziomie 96%, chwaląc się opatentowaną technologią, która jest w stanie zrozumieć idiomy i język slangowy, tłumaczenie maszynowe jest nadal znacznie niższej jakości niż tłumaczenie ludzkie i powinno być stosowane ostrożnie w przypadku, kiedy tłumaczone kwestie wymagają większej. poprawności.
Jedną z metod, która została wykorzystana w celu zmniejszenia braku dokładności w tłumaczeniu mobilnym, jest uczenie się ontologii połączone z ekstrakcją terminologii w celu zidentyfikowania często używanych fraz, interpretacją semantyczną w celu określenia odpowiedniego kontekstu i znaczenia danego zwrotu oraz implementacją struktury danych w celu magazynowania niuansów znalezionych w poprzednich, wieloznacznych terminach i zwrotach. To połączenie podstawowych struktur tłumaczeniowych w połączeniu z algorytmami uczenia maszynowego sprawia, że metoda wielofazowa jest tak dokładna, a przy tym daje możliwość stawania się coraz bardziej precyzyjną. Wadą jest natomiast fakt, że metoda ta jest niezwykle trudna do zautomatyzowania; wdrożenie tej struktury w sposób przyjazny dla użytkownika pozostaje głównym wyzwaniem dla twórców aplikacji tłumaczeniowych.
Minusem wymagającym wspomnienia jest też wymaganie stabilnego połączenia z Internetem na urządzeniu mobilnym użytkownika. Ponieważ metoda SMS-owa komunikacji z serwerem tłumaczeniowym okazała się mniej efektywna niż wysyłanie pakietów danych – ze względu na limit długości wiadomości (160 znaków) i wyższy koszt SMS-a w porównaniu z opłatami za połączenie z Internetem – konieczne jest połączenie z Internetem na urządzeniach mobilnych, a zasięg w niektórych obszarach pozamiejskich wciąż bywa niestabilny.